# Perlita de Huelva
Antonia Hernández Peralta (Huelva, 27 de febrero de 1939), conocida artísticamente como Perlita de Huelva, es una cantaora y cantante de copla española.

## Biografía
Nació en Huelva, en la calle Las Colonias. Siendo hija de Rafael Hernández y Josefa Peralta, que regentaban una pescadería.
Dedicada al flamenco durante toda su vida, comienza su carrera artística en Huelva en los años 1950 junto a su hermano El Peque de la Isla (por la Isla Chica, el barrio donde residían). 
Gracias a un premio de la lotería de veinte mil pesetas, grabó su primer disco en Madrid, en 1961.
Alcanzó pronto el éxito y colaborando con artistas consagrados como Juanito Valderrama, Manolo Escobar, Lola Flores o Marifé de Triana y actuando en el Circo Price. A lo largo de su trayectoria lanzó 37 discos ha sido premiada con un Disco de oro y otro de platino, ambos obtenidos por su conocido éxito Amigo conductor. 
Durante un período de casi dos décadas ha seguido en activo pero con mucha menos intensidad y con sus apariciones cada vez más espaciadas. 
En 1975 consiguió el Disco de Oro por un millón de copias vendidas del tema Amigo conductor y el premio de Madrina de los camioneros.
En 1990 fue galardonada con el Disco de Platino.
En el año 2000 fue inaugurada en Huelva, su ciudad natal, una plaza con su nombre en la barriada de Viaplana.
En marzo de 2016 fue premiada con el Premio Cofrade al Arte Flamenco en Marbella. 
En noviembre de ese mismo año fue galardonada con el Premio Imás TV por su trayectoria artística. En diciembre reapareció con un nuevo trabajo llamado Aquí estoy de nuevo. 
En julio de 2017 recibió la Medalla de Oro del Festival Flamenco de Lo Ferro en Murcia.
En 2018 fue homenajeada en varios festivales, entre los que se encuentran: el XVIII Circuito Flamenco de Huelva y el XXV Festival de la Canción Española de Molino Derribao. En diciembre de ese mismo año, fue inaugurada la 'Peña Cultural Flamenca Perlita de Huelva' en Valdemoro, Madrid.
El día 9 de marzo de 2019 fue homenajeada en el Teatro Municipal Juan Prado de Valdemoro, en una gala titulada 80 Años de cante, en la que participaron artistas como Estrella Morente, Pepe Habichuela, María Vargas, Marián Conde, Pilar Boyero, Saray Muñoz, entre otros. Además, estuvo disponible una exposición monográfica sobre su carrera artística en la sala de exposiciones del teatro desde el 6 de marzo hasta el 16 del mismo mes.
En mayo de 2019 se repitió la exposición en el Centro Cultural El Greco, en el Barrio de La Latina de Madrid, al que acudieron personalidades como la exalcaldesa Manuela Carmena.
El 19 de octubre de 2019 se le rindió homenaje en la Peña Cultural Flamenca Perlita de Huelva de Valdemoro, de la mano de Ana María Puente 'La Pelirroja', a la guitarra de Jose Luis Viñas.
Además, el día 7 de noviembre de 2019 fue homenajeada en la XXIX edición del Festival Internacional de Cante Flamenco 'Ciudad del Sol', que se celebró en el Teatro Guerra de Lorca.
Por otra parte, el 23 de noviembre de 2019 se le rindió un nuevo homenaje en la Casa de Andalucía de Aranjuez.
En enero de 2024 ha sido condecorada con la Medalla de Huelva al arte por Pilar Miranda Plata, alcaldesa de Huelva, en el Gran Teatro de la ciudad.
Ha estado casada en dos ocasiones, la primera de ellas con el actor almeriense José Jaime Espinosa Contreras (1930-2001), padre de dos de sus hijas y compositor, junto con Felipe Campuzano, de la canción "Amigo conductor" (rumba flamenca con fandangos) y también compositor de la canción infantil "Hola, Don Pepito".

## Otros datos
En 2003 en el primer capítulo de Aquí no hay quien viva se hizo un homenaje entre Fernando Tejero - Emilio Delgado Martínez y Santiago Segura haciendo de Perlita de Huelva.

## Discografía
Álbumes
- 1968 - Belén, Belén (Belter 22.313)
- 1969 - Amigo conductor (Belter 22.361)
- 1970 - Perlita de Huelva en el Rocío (Belter 22.431)
- 1970 - Villancicos Andaluces (Belter 52.376)
- 1972 - Deuda de amor (Belter 22.622)
- 1973 - Así se canta el fandango (Belter 22.732)
- 1974 - Carretero, carretero (Belter 22.848)
- 1975 - Los metales de su voz (Belter 23.020)
- 1975 - Canta la Perla (Belter 23.064)
- 1976 - Mujer y guitarra (Belter 23.135)
- 1976 - El cante flamenco de Perlita de Huelva (Belter 23.162)
- 1976 - Amaranto (Belter DB-029)
- 1977 - Piropos flamencos (Belter BML-004)
- 1978 - La golondrina (Belter BML-019)
- 1979 - Reina de la copla (Belter 2-27.090)
- 1980 - Quiero olvidar (Belter 2-37.007)
- 1982 - El arte del fandango (Belter 2-27.430)
- 1988 - Y no volvió (anunciada como "Perla de Huelva") (Perfil-Divucsa)
- 1994 - Sentimiento (Divucsa)
- 1999 - Misa flamenca (Antar 2003)
- Mar 2007 · 30 temas Grandes del Cante Flamenco : Perlita de Huelva
- Feb 2010 · 12 temas Sevillanas
- Sep 2014 · 16 temas fandangos
- Ene 2014 · 11 temas Amaranto
- Ene 2007 · 12 temas Nuevos Fandangos
- 2016 - Aquí estoy de nuevo (Edicast)
- Dic 2022 · 14 temas Asi se Canta el Fandango

Recopilaciones
- 1978 - Amigo conductor (Belter 27.002)
- 1979 - Belén, Belén (SAEF SL-2042) (reedición del álbum de 1968)
- 1979 - Sevillanas de Felipe Campuzano (Belter 2-27.052) (reedición del álbum de 1970)
- 1979 - Las rumbas de Perlita de Huelva (Belter 2-27.096) (recopilación)
- 1980 - Los mejores fandangos de Perlita de Huelva (Belter 2-27.148)
- 1980 - Sus primeros éxitos, vol. 1 (Belter 2-27.152)
- 1980 - Sus primeros éxitos, vol. 2 (Belter 2-27.153)
- 1980 - Viva Huelva (Belter 2-27.162)
- 1980 - Los pasodobles de Perlita de Huelva (Belter 2-27.179)
- 1980 - El cante flamenco de Perlita de Huelva (Belter 2-27.220)
- 1980 - Feria y Rocío: Sevillanas y fandangos (Belter 2-27.124)

## Premios y honores
- 1975: Disco de Oro.
- 1975: Madrina de los camioneros.
- 1990: Disco de Platino.
- 1999: Premio 'Federación Provincial de Huelva de Asociaciones Solidarias con el Sáhara'.
- 2000: Plaza Perlita de Huelva (Huelva).
- 2001: Premio 'Federación Provincial de Huelva de Asociaciones Solidarias con el Sáhara'.
- 2013: Premio Nacional de Cultura Ramas del Arte.
- 2016: Premio Cofrade al Arte Flamenco.
- 2016: Premio Imás TV 'Trayectoria artística'.
- 2017: Medalla de Oro 'Lo Ferro Flamenco'.
- 2019: Medalla 'Sol de Oro'.
- 2019: Socia de Honor de la Casa de Andalucía de Aranjuez.
- 2021: Premio 'Bandera de Andalucía de las Artes'.
- 2022: Premio 'Paco Toronjo a Leyendas del Flamenco'.
- 2024: Medalla de Huelva al arte.